# Giam Lợi
Giam Lợi hay Giám Lợi (chữ Hán giản thể: 监利市, Hán Việt: Giam Lợi thị hoặc Giám Lợi thị) là một thành phố cấp huyện thuộc địa cấp thị Kinh Châu, tỉnh Hồ Bắc, Cộng hòa Nhân dân Trung Hoa. Thành phố này có diện tích 3256 km², dân số năm 2004 là 1,37 triệu người. Thành phố được chia thành các đơn vị hành chính gồm 18 trấn và 3 hương.
- Trấn: Chu Hà, Tân Câu, Xích Bát, Thượng Xa, Bạch Loa, Biện Hà, Châu Lão Chủy, Cung Trường, Phân Diêm, Mao Thị, Phúc Điền Tự, Hoàng Hiết Khẩu, Võng Thị, Uông Kiều, Trình Tập, Tam Châu.
- Hương: Hồng Thành, Kỳ Bàn, Chá Mộc.